# Petelo Kahofuna
Petelo Kahofuna est un roi coutumier au titre de Lavelua dans le royaume d’Uvea qui règne en 1933. Il est précédé par Sosefo Maütamakia Ier et Mikaele Tufele II lui succède.

## Source
- (en) Cet article est partiellement ou en totalité issu de l’article de Wikipédia en anglais intitulé « Petelo Kahofuna » (voir la liste des auteurs).